# George Glass
George Glass (18 de agosto de 1944) es un deportista británico que compitió en judo. Ganó una medalla de bronce en el Campeonato Europeo de Judo de 1967 en la categoría de –63 kg.

## Palmarés internacional
| Campeonato Europeo | Campeonato Europeo | Campeonato Europeo | Campeonato Europeo |
| Año                | Lugar              | Medalla            | Categoría          |
| ------------------ | ------------------ | ------------------ | ------------------ |
| 1967               | Roma (Italia)      | Medalla de bronce  | –63 kg             |